# Mancieulles
Mancieulles est depuis le 1er janvier 2017 une commune déléguée de Val de Briey et une ancienne commune française située dans le département de Meurthe-et-Moselle, en région Grand Est.

## Histoire
En 1817, Mancieulles de l'ancienne province du Barrois sur le Woigot. À cette époque, il y avait 187 habitants répartis dans 35 maisons.
Ses habitants sont appelés les Mancieullois.

## Politique et administration

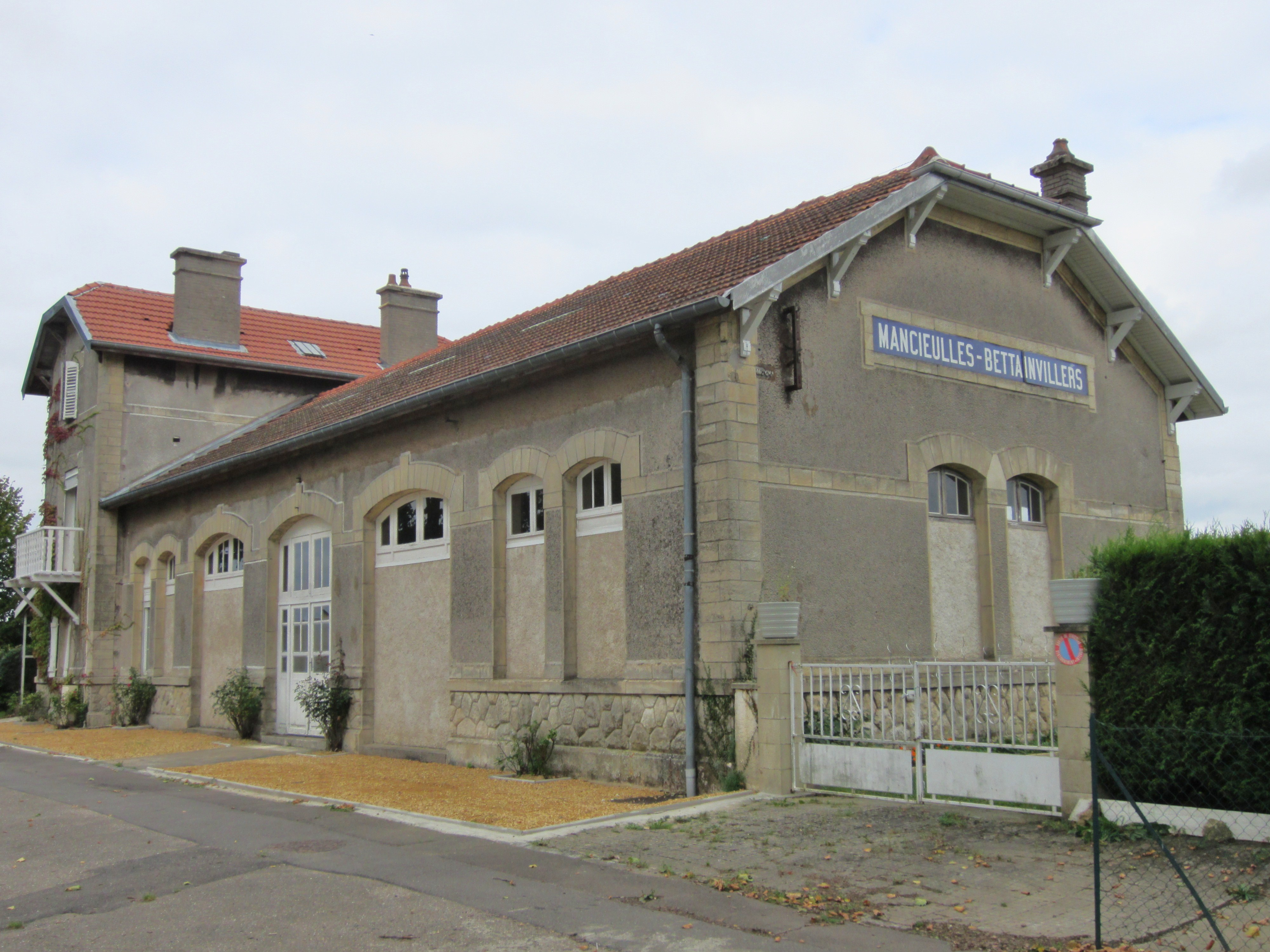
ancienne gare.

| Période                                  | Période          | Identité        | Étiquette     | Qualité                                  |
| ---------------------------------------- | ---------------- | --------------- | ------------- | ---------------------------------------- |
| Les données manquantes sont à compléter. |                  |                 |               |                                          |
| avant 1951                               | ?                | Albert Storhaye | SFIO          | Ouvrier mineur                           |
| avant 1967                               | ?                | René Kiffert    | PCF           | Suppléant du député Jean Bertrand        |
| juin 1995                                | 31 décembre 2016 | André Fortunat  | Apparenté PCF | Maire délégué depuis le 1er janvier 2017 |

## Population et société

### Démographie
L'évolution du nombre d'habitants est connue à travers les recensements de la population effectués dans la commune depuis 1793. À partir du 1er janvier 2009, les populations légales des communes sont publiées annuellement dans le cadre d'un recensement qui repose désormais sur une collecte d'information annuelle, concernant successivement tous les territoires communaux au cours d'une période de cinq ans. 
Pour les communes de moins de 10 000 habitants, une enquête de recensement portant sur toute la population est réalisée tous les cinq ans, les populations légales des années intermédiaires étant quant à elles estimées par interpolation ou extrapolation. Pour la commune, le premier recensement exhaustif entrant dans le cadre du nouveau dispositif a été réalisé en 2007,.
En 2014, la commune comptait 1 871 habitants, en évolution de +11,17 % par rapport à 2009 (Meurthe-et-Moselle : +0,16 %, France hors Mayotte : +2,49 %).
| 1793 | 1800 | 1806 | 1911  | 1921  | 1926  | 1931  | 1936  | 1946  |
| ---- | ---- | ---- | ----- | ----- | ----- | ----- | ----- | ----- |
| 300  | 178  | 189  | 1 276 | 1 236 | 2 216 | 2 813 | 2 184 | 2 210 |

| 1954  | 1962  | 1968  | 1975  | 1982  | 1990  | 1999  | 2007  | 2011  |
| ----- | ----- | ----- | ----- | ----- | ----- | ----- | ----- | ----- |
| 2 400 | 2 660 | 2 369 | 2 107 | 1 549 | 1 474 | 1 419 | 1 564 | 1 756 |

| 2014  | - | - | - | - | - | - | - | - |
| ----- | - | - | - | - | - | - | - | - |
| 1 871 | - | - | - | - | - | - | - | - |

## Culture locale et patrimoine

### Lieux et monuments

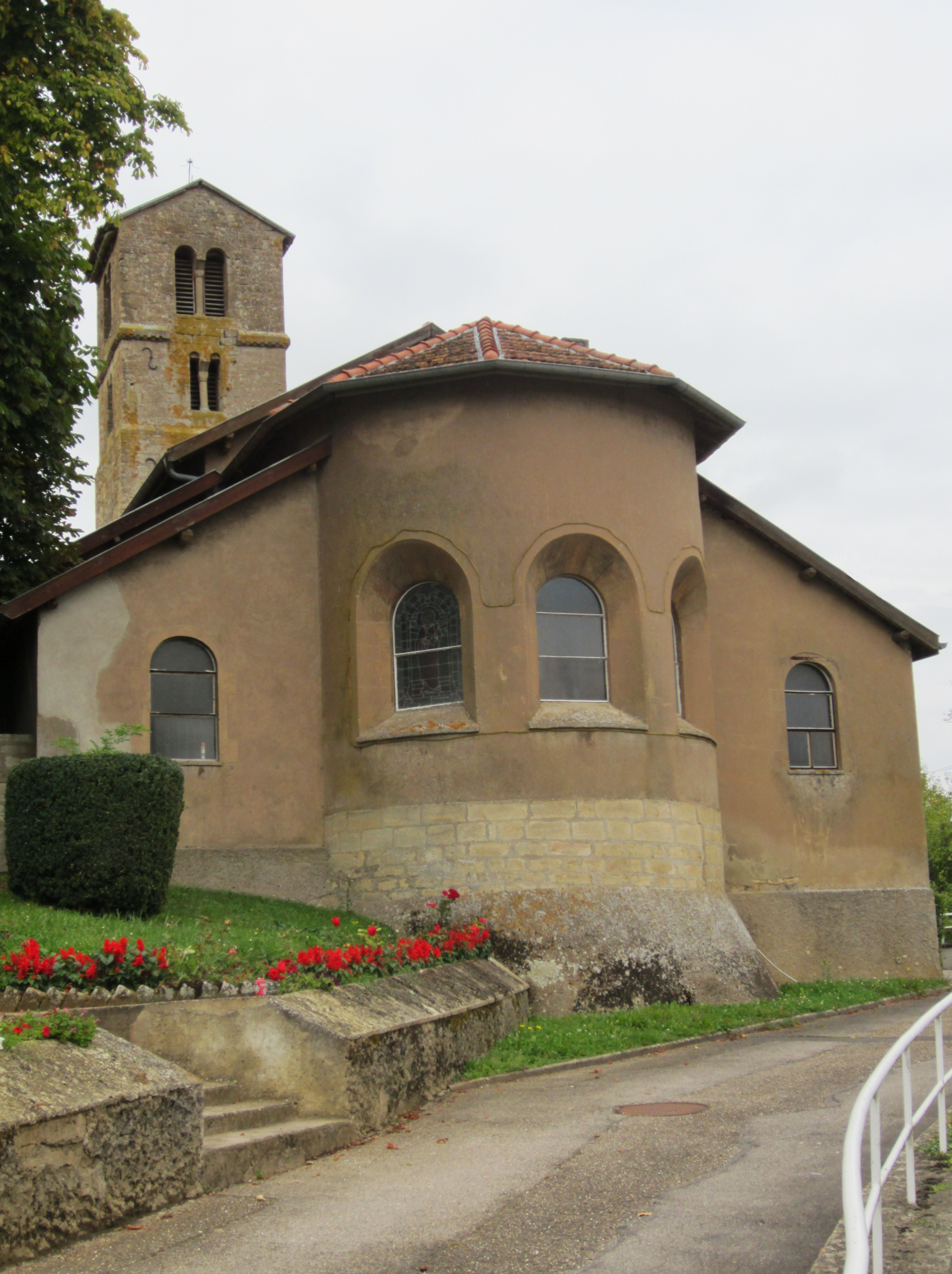
Église paroissiale Saint-Siméon.

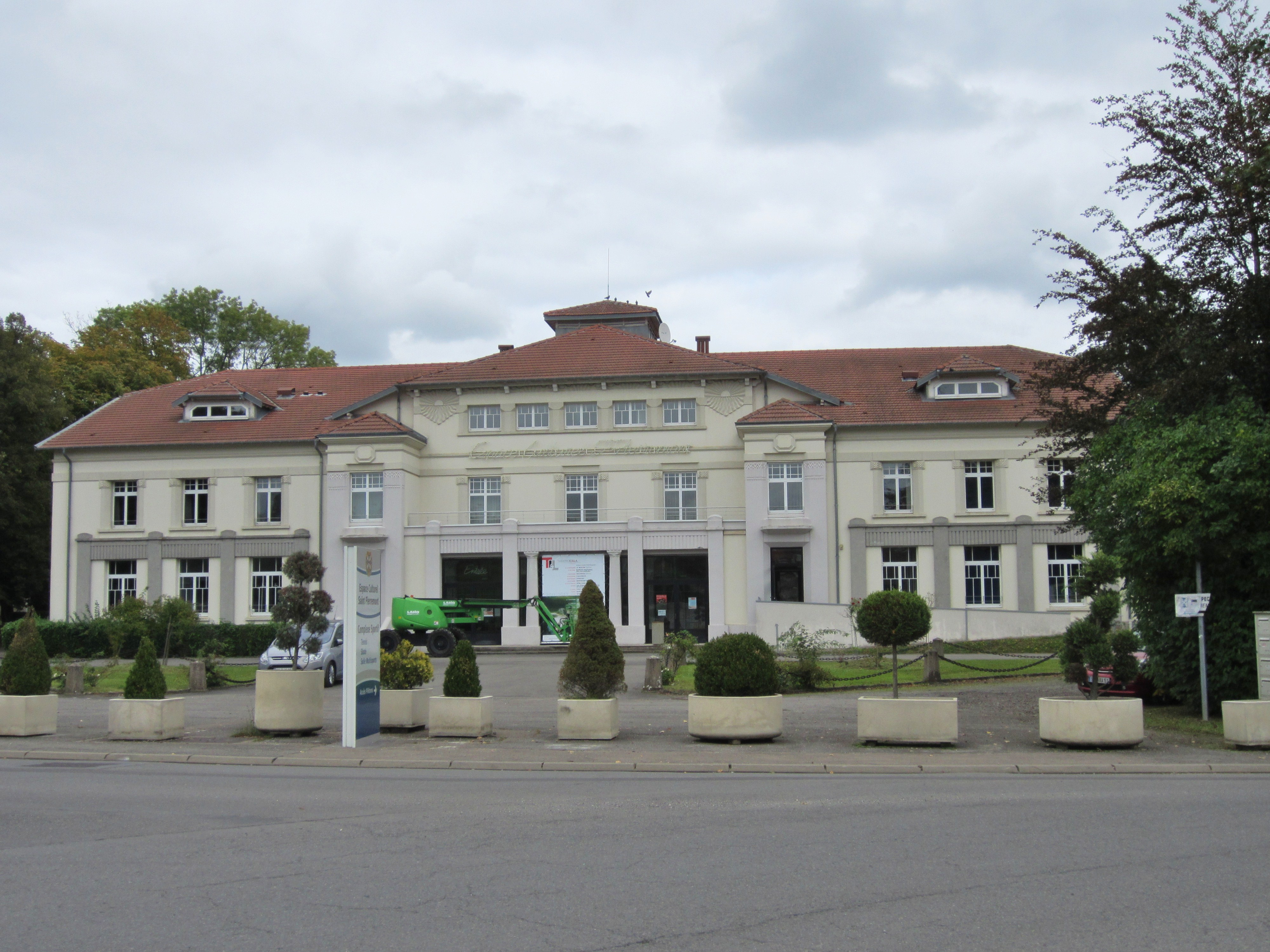
La salle des fêtes.

- Pont en dos d'âne et à une seule arche sur le Woigot (XVIIIe siècle).
- Salle des fêtes de la mine de Saint-Pierremont construite entre 1920 et 1925.
- Église paroissiale Saint-Siméon,époque de construction : XIIe siècle ; XVIIIe siècle ; XXe siècle. Base de l'abside et tour clocher du XIIe siècle. Nef du XVIIIe siècle. Restaurée au XXe siècle. Nef élargie en 1924.
- Calvaire Metz (rue de) en face du 25, construit en : 1826. Calvaire érigé au XVIIIe siècle, restauré en 1826 aux frais de la commune de Mancieulles (porte la date).
- Ancienne chapelle Notre-Dame de Saint Pierremont, XXe siècle aujourd'hui habitation.

### Personnalités liées à la commune
- Serge Masnaghetti, footballeur international français, joueur de Valenciennes.
- Wladislas Grabkowiack, footballeur professionnel, joueur du FC Metz.
- Gilles Mezzomo, dessinateur de B.D.
- Philippe Cola, tireur sportif  né en 1956 à Mancieulles, médaille d'or en pistolet libre.

### Héraldique
| Blason de Mancieulles | Blason  | Gironné d'argent et d'azur de huit pièces, les girons d’argent en sautoir, ceux d’azur en croix, les girons d'azur des flancs, chargés chacun d'un maillet posé en fasce et appointé avec l’autre, celui du chef d'un pic posé en pal, et celui de la pointe d'une croisette ancrée, le tout d'or. |
| Blason de Mancieulles | Détails | Le gironné d'argent et d'azur évoque les armes de la famille de Mageron, seigneur de Mancieulles depuis le début du XVIIe siècle. Les maillets d'or rappellent la famille Le Picart de Fulaine, seigneur du lieu de 1669 à 1775. Enfin la croix ancrée est celle de la famille Le Thoeures de Fresnois, dont un membre, Christophe Louis Le Thoeures, fut maire de Mancieulles de l'an VII à 1812. Enfin, le pic d'or, symbolise la mine de fer dont l'exploitation débuta en 1908. Adopté en 1980. |